# حالة عاطفية جماعية
الحالة العاطفية الجماعية التفاعلات العاطفية المتسقة أو المتجانسة داخل المجموعة.
الحالة العاطفية الجماعية عبارة عن مجموع أمزجة أفراد المجموعة وتشير إلى المزاج على المستوى الجماعي للتحليل. إذا كانت أمزجة أفراد المجموعة متناغمة، يمكن معاملة الحالة العاطفية الجماعية كخاصية جماعية، فعلى سبيل المثال، إذا كان أفراد المجموعة يميلون إلى التحلي بالإثارة والنشاط والحماس، يمكن عندئذ وصف المجموعة نفسها بالإثارة والنشاط والحماس، وإذا كان الأفراد يميلون إلى الحزن والارتياب والعصبية، فعندها يمكن أيضًا وصف المجموعة بهذه الصفات. لا تملك جميع المجموعات حالة عاطفية حيث يمر أفراد بعض المجموعات بأمزجة غير متشابهة، وعلى الرغم من هذا، يشير بحث قديم إلى أن غالبية المجموعات لها حالة عاطفية. تم تحديد بعدين للحالة العاطفية الجماعية هما: الحالة العاطفية الإيجابية والحالة العاطفية السلبية، حيث تظهر الأبحاث نشأة بعدي العاطفة كعوامل مستقلة وتأخذ أنماطًا مستقلة من العلاقات التي تربطها مع المتغيرات الأخرى.
يميل أفراد المجموعة إلى المرور بأمزجة متشابهة بناءً على العديد من الآليات النظرية منها انتقاء أفراد المجموعة وتكوينهم والتنشئة الاجتماعية لأفرادها وتعرضهم لنفس الأحداث العاطفية مثل متطلبات المهام والنتائج.
هناك أيضًا ميل لتشاطر الأمزجة بين أفراد المجموعة عبر عمليات مثل العدوى المزاجية وإدارة الانطباعات. ترتبط الحالة العاطفية الجماعية بنتائج تنظيمية مختلفة مثل السلوك الاجتماعي للمجموعة.
يقول إثبات جورج (1990) أن المستويات المميزة لسمات الشخصية للعاطفة الإيجابية (PA) والعاطفة السلبية (NA) في مجموعات العمل ترتبط ارتباطًا إيجابيًا مع الحالات العاطفية (الإيجابية والسلبية) المقابلة، لذا تتأثر الحالة العاطفية الجماعية بالمستويات المميزة للسمات الشخصية داخل المجموعات. وتم وضع نظرية لهذه المستويات المميزة للشخصية تقول بأنها تحدث نتيجة تشابه الأفراد الناتج عن عمليات الانجذاب والانتقاء والانكماش التي وصفها شنايدر (1987). وإلى جانب الشخصية، تم افتراض عدد من العوامل الأخرى لتفسير سبب ميل أفراد مجموعات العمل إلى مشاطرة المزاج والمشاعر  مثل: (أ) تجارب التنشئة الاجتماعية العامة والتأثيرات الاجتماعية العامة، و(ب) تشابه المهام والتكاتف في إنهاء المهام، و(ج) استقرار مجموع الأفراد، و(د) قواعد ومعايير تنظيم المزاج، و(هـ) العدوى العاطفية.
يعتقد جورج أن الحالة العاطفية للجماعة ستحدد مدى ابتكار (وفعالية) المجموعة، والدليل على هذا أنه عند شعور الأفراد بحالة إيجابية، فإنهم يميلون إلى التواصل ودمج الحوافز المختلفة أي أنهم يصبحون أكثر إبداعًا.
يقول جورج أنه إذا شعر جميع أفراد إحدى مجموعات العمل أو معظمهم بحالة إيجابية في العمل (تتمتع المجموعة «بحالة عاطفية إيجابية مرتفعة»)، عندها ستتضاعف المرونة المعرفية لديهم نتيجة التأثير الاجتماعي والعمليات الجماعية الأخرى. ونتيجة لهذه العمليات على مستوى الأفراد والمجموعة، سوف تطور المجموعة نماذج عقلية مشتركة (ومرنة)، وفي حقيقة الأمر، ستتسم المجموعات التي تتمتع بحالة عاطفية إيجابية مرتفعة بالإبداع.
ذكرت التحاليل أن الحالة العاطفية الجماعية الإيجابية تتوسط بشكل كامل بين مزاج القائد وأفراد المجموعة بينما تتوسط الحالة العاطفية الجماعية السلبية توسطًا جزئيًا بينهما، لذا يتعين على القادة الناجحين تعديل الحالة العاطفية لمجموعاتهم، كما ينبغي أن يتمتع القادة البارعون في إدارة الحالة العاطفية للمجموعة بتأثير على عمليات المجموعة أكبر من نظرائهم.